# Іса ібн Фулайта
Іса ібн Фулайта аль-Алаві (араб. عيسى بن فليتة الحسني العلوي ;д/н — 1175) — 11-й шаріф Мекки в 1161-1175 роках (з перервами).

## Життєпис
Походив з династії Хавшамідів, гілки Хасанідів. Син шаріфа Фулайти ібн Касима. Після смерті батька у 1133 році діяв спільно з братом Хашимом, що став новим шаріфом. 1155 року претендував на трон, але вимушен був поступитися небожеві Касиму. 1161 року повалив останнього. Але не мав міцної влади. Тому 1162 року був вигнаний небожем Касимом. Того ж року Іса повернувся до влади, поваливши Касима.
1170 року на нетривалий час був відсторонений братом Маліком, але швидко її повернув. Активно підтримував шиїтів, зокрема зейдитський мазгаб. 1171 року в Єгипті еміром Салах ад-Діном було повалено династію Фатімідів, відновлено як релігію суннізм. В результаті багато шиїтів втекло до Хіджазу, де їх активно підтримував шаріф Іса ібн Фулайта.
Помер бл. 5 березня 1175 року. Йому спадкував син Дауд.